# 赛短花润楠
赛短花润楠（学名：Machilus parabreviflora）为樟科润楠属下的一个种。

## 扩展阅读
- 維基物種上的相關：赛短花润楠